# The Real Americans
The Real Americans foi uma dupla (tag team) de luta profissional constituída por Jack Swagger e Antonio Cesaro, tendo Zeb Colter como manager

## História
Depois de Jack Swagger se afastar por um tempo devido a uma lesão, Zeb Colter começou a acompanhar Antonio Cesaro em suas lutas. Anteriormente, Colter era hostil a todos os imigrantes, mas suavizou sua dura política, dizendo que Cesaro era o tipo de imigrante que respeita a nação americana, sendo um imigrante e cidadão que vive legalmente, em vez de esconder através de da fronteira.
Antonio Cesaro iniciou a equipe em 17 de junho no Raw, vencendo William Regal. No Superstars de 28 de junho, Cesaro derrotou Zack Ryder, e em 1 de julho, Cody Rhodes. Durante a luta, Swagger fez seu retorno. No Main Event, Cesaro sofreu sua primeira derrota na equpe, por Dolph Ziggler. Em 14 de julho no Money in the Bank, tiveram sua entrada em conjunto acompanhados por Zeb Colter. A primeira derrota em dupla deles foi contra The Usos, e a primeira vitória foi contra a mesma. No Night of Champions, The Real Americans enfrentaram 3MB, Prime Time Players, Tons of Funk e The Usos por uma luta contra The Shield (Seth Rollins e Roman Reigns) mais tarde no evento, mas foram derrotados pelos Prime Time Players. No Battleground, a dupla enfrentou The Great Khali e Santino Marella, saindo vitoriosos da luta.
No Raw seguinte após Antonio Cesaro vencer a André The Giant Battle Royal no WrestleMania XXX, Cesaro revelou que se uniu a Paul Heyman assim sendo atacado por Jack Swagger causando o fim da dupla.

## No wrestling
- Movimentos de finalização de Antonio Cesaro
  - Neutralizer (Cradle belly to back inverted mat slam)[2][4][5]
  - Cesaro Swing (Giant swing)[6]

- Movimentos de finalização de Jack Swagger
  - Patriot Lock (Ankle Lock)
  - Gutwrench Powerbomb
  - Red, White and Blue Thunder Bomb (Spin-out powerbomb seguida de pinfall)

- Managers
  - Zeb Colter

- Temas de Entrada
  - "Patriot" por Jim Johnston (14 de julho de 2013—6 de abril de 2014)[7]

## Títulos e prêmios
- WWE
  - Troféu em Memória de André the Giant – Cesaro
- Wrestling Observer Newsletter
  - Mais subestimado (2013) – Cesaro